# Herbig-Haro objekt
Herbig-Haro objekt je mala svijetla maglica sastavljene od plina i praha, pobuđena mladom zvijezdom u nastajanju (često je to promjenljiva zvijezda vrste T-Tauri). Ističe se plinovitim strujama s čvorovima (protozvijezdama). Nazvana je po američkom astronomu Georgeu Herbigu (1920. – 2013.) i meksičkom astronomu Guillermu Harou (1913. – 1988.), koji su je neovisno otkrili 1950-ih godina.

## Postanak planetskog sustava
Prema današnjem shvaćanju, postanak i razvoj planetskog sustava odvijao se u nekoliko koraka. Ponajprije, veliki međuzvjezdani oblak se zbija i pritom cijepa na manje dijelove (fragmentacije). Iz tvari sadržane u jednom oblačnom fragmentu oblikuje se Sunčeva maglica kao rotirajući disk; u njemu dolazi do preraspodjele količine gibanja i pripremaju se uvjeti za nastanak malih kompaktnih tijela. Nakon toga dogotavljaju se i konsolidiraju planeti. Ovisno o građi s kojom su stasali, planeti i njihovi veći sateliti prolaze kroz geološki razvoj. Moramo prihvatiti misao da je sadašnje stanje tijela u planetskom sustavu posljedica načina nastanka i razvoja koji je slijedio nakon postanka. Stoga se i kozmogonija planetskog sustava provjerava sadašnjim stanjem svih vrsta tijela, a u cjelovitu opću sliku treba da se uklope i promjene prisutne u pojedinačnim slučajevima. 
Sudeći po razvoju zvijezda, Sunčev je sustav nastao iz međuzvjezdanog materijala koji se nalazio u spiralnom kraku naše Galaktike (Mliječni put). Hladni oblaci plina i praha postoje u galaktičkoj ravnini i danas, mnogo godina nakon nastanka prvih zvijezda Galaktike. Da bi se ti oblaci pretvorili u zvijezde, gravitacijska sila mora nadjačati težnju plina da se širi (ekspandira). Da bi gravitacijsko privlačenje nadvladalo, gustoća oblaka mora pri danoj temperaturi prijeći neku kritičnu vrijednost. Zamišljena su dva načina na koja dolazi do povećanja gustoće: ulazak međuzvjezdanog oblaka u područje spiralnog kraka galaktike ili pojava supernove u neposrednoj blizini. Izučavanje galaktika pokazuje da je u krakovima međuzvjezdana tvar veće gustoće nego izvan krakova, pa se s ulaskom oblaka u spiralni krak oblak usporava i sabija. S druge strane, supernove udarnim valovima zbijaju međuzvjezdanu tvar. U slučaju našeg sustava imamo potvrdu da se zbila eksplozija supernove. U ugljikovodičnim meteoritima nađeni su izotopi koji su potomci radioaktivnih elemenata kratkog vremena života, a koji se proizvode u toku eksplozije supernove. Prema broju atoma izotopa procijenjeno je da je od pojave supernove do ukrućivanja meteoritskog materijala prošlo od nekoliko milijuna do nekoliko desetaka milijuna godina. 

### Prasunčeva maglica
Prilikom odvajanja od drugih dijelova međuzvjezdanog oblaka prasunčeva maglica zadržava galaktičko magnetsko polje - važno svojstvo međuzvjezdanog prostora, a zadržava i dinamičko stanje u kojemu se oblak nalazio. Prasunčeva maglica zato pri osamostaljenju se vrti (rotira), i u odnosu na središte galaktike, i u odnosu na druge galaktike. Maglica se nastavlja urušavati. Tvar pada prema središtu oblaka gdje nastaje mlado Sunce. Ono se zbog stiskanja zagrijava i sve jače svijetli. Najjače je zagrijano u središtu, i ondje se počinju javljati termonuklearne reakcije, koje će mu dabati energiju u dugom nizu godina. Sunce se prestaje stezati tek kada ekspanzivni tlak plina poraste toliko da se izjednači s hidrostatskim tlakom. 
Za vrijeme stezanja Sunca i stezanja cijele maglice, a zbog sačuvanja kutne količine gibanja, Sunce i maglica se vrte sve brže. Disk je to plosnatiji što se brže vrti. Disk je tijelo osne simetrije i ima jednu osobitu ravninu - ravninu ekvatora. One čestice koje se još ne nalaze u ekvatorskoj ravnini privlači, osim Sunca, i veća masa koja se u ekvatorskoj ravnini već nalazi; čestice “padaju” u ravninu ekvatora. To omogućuju, i tome pridonose, neelastični sudari među česticama, jer se u toku neelastičnog sudara smanjuje komponenta brzine okomita na ekvatorsku ravninu (slično se dešava kod Saturnovih prstena). Takvo vladanje jače je izraženo kod zrnaca praha nego kod slobodnih atoma, pa se prah vrlo brzo taloži u sloj u ekvatorskoj ravnini; mnogo tanji od maglice. Staze budućih planeta bit će ograničene na širinu sloja pa ne moraju ležati točno u ravnini Sunčeva ekvatora. 
Nezaobilazni dinamički problem razvoja sustava označava prijenos kutne količine gibanja sa Sunca na planete. Budući da je najmasivniji dio maglice, prasunce sadrži najveću kutnu količinu gibanja. Danas je pak 50 puta veća količina gibanja sadržana u revoluciji planeta nego u rotaciji Sunca, iako Sunce ima masu 750 puta veću od mase svih planeta. Na jedan način, količina gibanja može se prenijeti magnetskim poljem. Ono je usredotočeno u središnjem plinovitom zgušćenju, mladom Suncu i silnice izlaze iz njega u obliku spirala, prolazeći kroz čitav disk. Svojstvo je magnetskog polja da je u ioniziranom plinu zarobljeno. Sunce je pomoću magnetskog polja povezano s maglicom i predaje joj energiju. Mlado Sunce okretalo se 100 puta brže. Zamislimo li magnetske silnice kao elastične lisnate opruge koje vire iz osovine - Sunca, zaključit ćemo da će se te opruge požurivati vrtnju maglice u kojoj su isidrene; iako je ta slika posve mehanička, ona dobro opisuje stvaran proces. Sunčeva se vrtnja prenosi na maglicu. Koliko kutna količina gibanja maglice poraste, toliko se kutna količina gibanja Sunca smanji. Zbog povećanja kutne količine gibanja maglica se udaljava od Sunca. 
Na drugi način, kutna se količina gibanja može prenijeti i putem vrtložnih gibanja u maglici. A znatna količina gibanja mogla je da se izgubi u prostor gubitkom mase u obliku Sunčeva vjetra. Prijenos kutne količine gibanja sa Sunca na maglicu ima dvojaku posljedicu. S jedne strane u jednom će se trenutku izgubiti veza maglice i Sunca i ono više neće moći usisavati maglicu. Drugo, maglica poprima količinu gibanja koju će prenijeti na tijela u njoj rođena, na buduće planete.